# Gruppentranslokation
Die Gruppentranslokation ist eine Form von aktivem Transport einer Substanz (meist ein Monosaccharid, Einfachzucker wie Glucose) durch eine Zellmembran, wobei Energie verbraucht und die Substanz beim Transportprozess chemisch verändert wird.
Die Substanz wird bei der Gruppentranslokation während des Transportprozesses phosphoryliert. Da sich nach der Umwandlung das Produkt innerhalb der Zelle chemisch von der Substanz außerhalb der Zelle unterscheidet, wird ein Konzentrationsgradient entlang der Membran und damit ein Ausgleich durch Rückdiffusion vermieden. Die chemische Veränderung des „Transportguts“ ist der Punkt, der die Gruppentranslokation von anderen Formen des Aktiven Transportes unterscheidet. Gruppentranslokation wurde bisher nur bei Bakterien gefunden.

## PEP-PTS beiEscherichia coli

Pyruvat

Das am besten untersuchte Gruppentranslokationssystem ist das sogenannte Phosphotransferasesystem (PTS) bei Escherichia coli, das 1964 von Saul Roseman entdeckt und untersucht wurde. Im Gegensatz zum üblichen ATP liefert hier Phosphoenolpyruvat (kurz PEP) die für den aktiven Transport notwendige Energie. Mittels Gruppentranslokation werden neben Glucose und Mannose auch das Glucosamin N-Acetylglucosamin, welches der Grundbaustein von Chitin und Peptidoglycan ist, in die Zelle eingeschleust.
Am Transportprozess per Gruppentranslokation sind vier verschiedene Proteine beteiligt:
- drei lösliche Proteine liegen im Cytoplasma vor: das Enzym I (E I), das Enzym IIA (E IIA) und das Protein HPr
- ein Translokator (E IIB und E IIC) ist in der Zellmembran fixiert.

### Ablauf der Translokation

Ablauf des aktiven Transportes per Gruppentranslokation durch eine Zellmembran.

1. Zunächst wird die Phosphatgruppe des PEP auf das E I übertragen (phosphoryliertes E I).
2. Die energiereiche Phosphorylgruppe wird vom E I auf das Protein HPr übertragen.
3. HPr wiederum gibt die Gruppe an das Enzym E IIA weiter.
4. E IIA aktiviert den Glucosecarrier E IIBC, welches ein Monosaccharid wie Glucose aufnimmt, durch die Membran schleust und während des Durchgangs phosphoryliert.

Die Enzyme IIA, B und C sind jeweils spezifisch für den zu transportierenden Zucker. Es existieren also für alle notwendigen Monosaccharide wie Glucose, Fructose und Mannose unterschiedliche Enzyme. Enzym I und HPr hingegen sind an jeder Reaktion beteiligt unabhängig von der Art des Zuckers.